# 豐橋市
34°46′9″N 137°23′29.5″E / 34.76917°N 137.391528°E
豐橋市（日语：／ Toyohashi shi */?）是日本愛知縣東南部的城市，為東三河地方的中心都市，東三河地方約半數的人口集中於此，也是中核市及愛知縣人口第5大市町村。豐橋市是東三河地方最大的都市，但日間人口少於夜間，近年有成為臨近的工業城市田原市和湖西市的住宅區化傾向。同時當地的人口數在最近一次的國勢調查上被一宮市超越。
自中世時期到江戶時代，市中心地區就一直被叫做吉田。後來因此地名容易混淆而更名。在明治時期，由於當時的三河國吉田藩的名稱易于混淆而被下令改名，藩主選出了「豐橋，關屋，今橋」三個地名。最后政府決定選擇「豐橋」，廢藩置縣之後豐橋這個名稱沿用至今。

## 地理
豐橋市位於愛知縣東南部，南部為高師原、天伯原等台地，市内有豐川和梅田川流過，東北部地區為低矮的山丘。JR東海道新幹線經過該市。三河灣岸的三河港是日本重要的汽車輸出港口。當地氣候比較溫暖，降雪少，常有強風吹襲。

### 相鄰的行政單位
- 愛知縣
  - 豐川市、新城市、田原市
- 靜岡縣
  - 濱松市北區、湖西市

## 交通

### 鐵道
- 中央車站：豐橋站
- 東海旅客鐵道
  - 東海道新幹線：豐橋站
  - 東海道本線：豐橋站－二川站
  - 飯田線：豐橋站－船町站－下地站
- 名古屋鐵道
  - 名古屋本線: 豐橋站
- 豐橋鐵道
  - 東田本線： 站前停留場 - 驛前大通停留場 - 新川停留場 - 札木停留場 - 市役所前停留場 - 豐橋公園前停留場 - 東八町停留場 - 前畑停留場 - 東田坂上停留場 - 東田停留場 - 競輪場前停留場 - 井原停留場 - 赤岩口停留場
  - 渥美線：新豐橋站－柳生橋站－小池站－愛知大學前站－南榮站－高師站－蘆原站－植田站－向丘站－大清水站－老津站－杉山站

### 道路
- 中日本高速道路
  - 東名高速道路

## 出身名人
- 松井玲奈(演員、歌手，SKE48前成員)
- 木藤亞也(日本文學作品《一升的眼泪》的作者)

## 外部連結
- 官方网站
- 豐橋市的Facebook專頁
- 豐橋市的X（前Twitter）
- 維客旅行上的豐橋市（页面存档备份，存于）（日語）
- OpenStreetMap上有關豐橋市的地理
- 谷歌地圖